# Mercedes-Benz (sång)
M.B. eller Mercedes-Benz är en sång skriven av Orup och utgiven som singel och maxisingel 1989. Maxisingeln innehåller en förlängd version av låten. Låten utgör spår 8 på albumet 2 av Orup från 1989.

## Medverkande
- Thomas "Orup" Eriksson – sång
- Anders Glenmark – producent, arrangering
- Hans Arktoft – barytonsaxofon
- Leif Lindwall – trumpet
- Niklas Medin – piano
- David Wilczewsky – tenorsaxofon
- Magnus Johansson – trumpet
- Nils Landgren – trombon
- Sofia Eklöf – omslagsfotograf
- Beatrice Uusma – omslag[4]

## Listplaceringar
| Lista (1989) | Topplacering |
| ------------ | ------------ |
| Sverige      | 5            |